# Phil Irwin
Pour les articles homonymes, voir Irwin.
Phillip Andrew Irwin (né le 25 février 1987 à Germantown, Tennessee, États-Unis) est un lanceur droitier de baseball qui évolue dans les Ligues majeures en 2013 et 2014.

## Carrière
Joueur des Rebels de l'Université du Mississippi, Phil Irwin est repêché au 21e tour de sélection par les Pirates de Pittsburgh en 2009. Après quatre saisons dans les ligues mineures, où il est principalement lanceur partant, le droitier Irwin fait dans ce rôle ses débuts dans le baseball majeur avec Pittsburgh le 14 avril 2013 contre les Reds de Cincinnati.
Le 28 mai 2014, Irwin est réclamé au ballottage par les Rangers du Texas. Il n'effectue qu'un départ, qui se solde par une défaite aux mains des Astros de Houston, avant d'être libéré par les Rangers le 29 août suivant.